# James H. Johnson
James Henry Johnson (1874 – Paddington, 15 novembre 1921) è stato un pattinatore artistico su ghiaccio britannico.
Specialista del pattinaggio di figura in coppia con Phyllis Johnson, conquistò l'argento ai Giochi olimpici di Londra 1908, al debutto del pattinaggio di figura ai Giochi olimpici. Ai Campionati mondiali di pattinaggio di figura ottenne due ori (1909 e 1912), un argento (1908) e un bronzo (1910), sempre con Phyllis Johnson.

## Palmarès
| Evento              | 1908 | 1909 | 1910 | 1912 |
| ------------------- | ---- | ---- | ---- | ---- |
| Giochi olimpici     | 2°   |      |      |      |
| Campionati mondiali | 2°   | 1°   | 3°   | 1°   |